# Manimal
Manimal è una serie televisiva di fantascienza creata da Glen A. Larson e trasmessa per la prima volta negli Stati Uniti dall'emittente NBC nel 1983. Il nome Manimal deriva da Man (uomo) e Animal (animale). La serie è composta da una sola stagione di otto episodi ed è stata sospesa principalmente per problemi con il budget e il poco coinvolgimento del pubblico statunitense. Criticato infatti aspramente anche allo show serale di David Letterman, sembra che il telefilm fosse molto più apprezzato dal pubblico europeo.

## Trama
In un viaggio attraverso la giungla il professor Jonathan Chase (esperto in scienze del comportamento animale presso l'università di New York) scopre di possedere il potere di trasformarsi in qualsiasi animale egli desideri, dai mammiferi agli uccelli ai rettili. Ereditata questa particolarità dal padre, Jonathan decide di utilizzarla per aiutare i propri amici nella lotta contro il crimine. Diventa così un utile consulente per la polizia che chiede il suo aiuto ogni volta che in un caso vi è il coinvolgimento di animali.
Naturalmente in pochi conoscono il suo segreto, tra questi la detective Brooke Mackenzie che lo scopre subito dopo aver perso il proprio compagno durante un'azione di polizia e il suo vecchio commilitone del Vietnam Ty Earl. Durante il primo episodio Brooke si innamora di Jonathan, ma dato l'accantonamento del progetto non è stato possibile scoprire l'evolversi della loro storia.
Punto di forza della serie sono le trasformazioni di Jonathan, molto drammatiche e relativamente realistiche nonostante i pochi mezzi dell'epoca. Nel passaggio da uomo ad animale il corpo del mutaforma non viene mai mostrato interamente, ma vengono mostrati diversi primi piani di occhi, mani e altre parti del corpo. Di grande impatto, ad esempio, risulta l'arricciarsi della pelle e il viso sfigurato dal mutamento.

## Personaggi e interpreti
- Jonathan Chase, interpretato da Simon MacCorkindale e doppiato da Giorgio Melazzi
- Brooke Mackenzie, interpretata da Melody Anderson e doppiata da Donatella Fanfani
- Tyrone "Ty" Earl, interpretato da Michael D. Roberts e doppiato da Federico Danti
- Nick Rivera, interpretato da Reni Santoni

## Episodi
| Stagione       | Episodi | Prima TV originale | Prima TV Italia |
| -------------- | ------- | ------------------ | --------------- |
| Prima stagione | 8       | 1983               | 1985            |

## Curiosità
- Nell'episodio pilota Ty Earl è stato interpretato da Glynn Turman.
- Una delle più famose guest star della serie è Ursula Andress.
- Nei fumetti della Marvel Comics, Manimal è nota per essere la serie tv preferita di Deadpool.
- Nel 1984 è uscito Manimal Annual, pubblicazione inglese in cui venivano raccolte biografie del cast, fotografie, alcuni episodi scritti dai fan della serie e alcuni articoli incentrati sulle trasformazioni e gli effetti speciali utilizzati.
- Nella seconda stagione della serie TV NightMan (1997 - prodotta da Glen A. Larson), vi è un episodio intitolato Manimal in cui appare nuovamente Simon MacCorkindale nel suo ruolo di mutaforma. La trama dell'episodio vede la figlia del professor Chase, Teresa, rischiare la propria vita nelle mani del cattivo di turno, finché anche lei non scopre di avere gli stessi poteri del padre.